# Peperomia brachytricha
Peperomia brachytricha är en pepparväxtart som beskrevs av John Gilbert Baker. Peperomia brachytricha ingår i släktet peperomior, och familjen pepparväxter. Inga underarter finns listade i Catalogue of Life.